# أوسكار سفان
أوسكار سفان (Oscar Swahn) هو لاعب أولمبي لرياضة الرماية من السويد. شارك في الأولمبياد الصيفي في 1908–1920، وفاز بما مجموعه 6 ميداليات.

## الميداليات
| ذهب | فضة | برونز | المجموع |
| 3   | 1   | 2     | 6       |

## روابط خارجية
- أوسكار سفان على موقع الاتحاد الدولي (الإنجليزية)
- أوسكار سفان على موقع اللجنة الأولمبية الدولية (الإنجليزية)
- أوسكار سفان على موقع أوليمبيديا (الإنجليزية)
- أوسكار سفان على موقع اللجنة الأولمبية السويدية (السويدية)